# IC 2217
IC 2217 је спирална галаксија у сазвјежђу Рак која се налази на листи објеката дубоког неба у Индекс каталогу.
Деклинација објекта је + 27° 30' 1" а ректасцензија 8h 0m 49,8s. Привидна величина (магнитуда) објекта IC 2217 износи 13,5 а фотографска магнитуда 14,4. IC 2217 је још познат и под ознакама UGC 4160, MCG 5-19-31, CGCG 148-91, ARAK 149, IRAS 07577+2738, PGC 22476.